# Koenigsegg CCXR
La CCXR è un'automobile prodotta dalla casa automobilistica svedese Koenigsegg dal 2008.

## Il contesto
Al momento dell'uscita si tratta del modello di punta della casa fondata nel 1994 da Christian von Koenigsegg. 
Questa vettura risulta più potente di una monoposto di Formula 1: nel funzionamento con bioetanolo sono 1018 i cavalli a disposizione per raggiungere una velocità massima stimata di 402 km/h. L'azienda dichiara, inoltre, un'accelerazione 0–100 km/h in 2,8 secondi.
Questa è una versione speciale della CCX, presentata al Salone Internazionale dell'auto di Ginevra, la cui produzione è stata inizialmente prevista in 20 esemplari annui. L'auto è stata presentata in colore nero con sfumature rosso fuoco per far sì che venga evidenziato il kevlar e la fibra di carbonio con cui è fatta la carrozzeria.
La sua lunghezza eguaglia quasi quella di una Fiat Bravo (429 cm) ma ne differisce sostanzialmente in larghezza (2,05 metri) e altezza (appena 110 cm).
Di serie è venduta con un classico cambio manuale, ma a richiesta può esser dotata di un cambio sequenziale con levette al volante.
Il serbatoio è integrato nella scocca e il propulsore di 4800 cm³ può anche essere alimentato con bioetanolo E85: la soluzione è stata sviluppata con la Ferrari che ha presentato al medesimo salone una F430 "ecologica", il tutto per garantire minori emissioni e consumi. Trattandosi però di auto dalla verve super sportiva questi ultimi non registrano una sostanziale diminuzione (22 litri per fare 100 km).